# STAND-ALONE
『STAND-ALONE』（スタンド・アローン）は、Aimerの5作目の配信限定シングル。2019年5月5日にエスエムイーレコーズよりリリースされた。

## 概要
シングルとしては『I beg you/花びらたちのマーチ/Sailing』より4か月ぶり、配信限定シングルとしては『凍えそうな季節から』より2年3か月ぶりとなるシングル。
表題曲の「STAND-ALONE」は日本テレビ系日曜ドラマ『あなたの番です』第1章主題歌に起用された。
2019年8月11日に各サブスクリプションサービスで解禁。

## ミュージック・ビデオ
配信同日の2019年5月5日に公開。監督は大河臣。ドラマ『あなたの番です』にて尾野幹葉役を務める女優の奈緒及び子役の筧礼（劇団ひまわり）が出演した。

## カバー
- ぷらそにか - 2019年7月26日にYouTubeで歌唱動画を公開[7]。